# Dragostea celor trei portocale
Dragostea celor trei portocale, Op. 33, cunoscut și sub titlul din franceză L'amour des trois oranges (Rusă: Любовь к трём апельсинам, Lyubov' k tryom apel'sinam) este o operă satirică în patru acte a lui Serghei Prokofiev. Libretul în limba franceză este inspirat după piesa de teatru italiană L'amore delle tre melarance a lui Carlo Gozzi. Premiera operei a avut loc la Teatrul Auditorium din Chicago, Illinois pe 30 decembrie 1921.

## Compoziție
Opera a fost rezultatul unei comenzi după prima vizită de succes a lui Prokofiev în Statele Unite din 1918. După concerte de succes la Chicago (inclusiv prima sa simfonie), a fost contactat de directorul Operei din Chicago, Cleofonte Campanini, pentru a compune o operă. În timpul vizitei la Chicago Prokofiev deja a schițat un libret bazat pe piesa lui Gozzi scrisă în tradiția Commedia dell'arte (piesa însăși era inspirată după basmul "Dragostea celor trei portocale" a lui Giambattista Basile). Libretul final a fost adaptat de Prokofiev după traducerea lui Vsevolod Meyerhold a piesei lui Gozzi. Adaptarea a modernizat influențele Commedia dell'arte și a introdus și o doză de suprarealism. Datorită cunoștințelor limitate ale lui Prokofiev de limba engleză și deoarece limba rusă era inacceptabilă pentru publicul american, s-a luat decizia ca opera să fie în limba franceză, Prokofiev fiind ajutat pentru adaptare de soprana Vera Janacopoulos.
Opera a avut premiera pe 30 decembrie 1921 la Teatrul Auditorium din Chicago sub bagheta compozitorului. Premiera rusească a avut loc în Petrograd (acum Sankt Petersburg) în 1926 și de atunci a intrat în repertoriul numeroaselor companii de operă.
Poate cea mai cunoscută piesă din operă este Marșul, folosit de CBS pentru seria The FBI in Peace and War, difuzată între 1944 și 1958. Prokofiev citează acest marș și în actul II al baletului Cenușăreasa (Op. 87).

## Interpretare

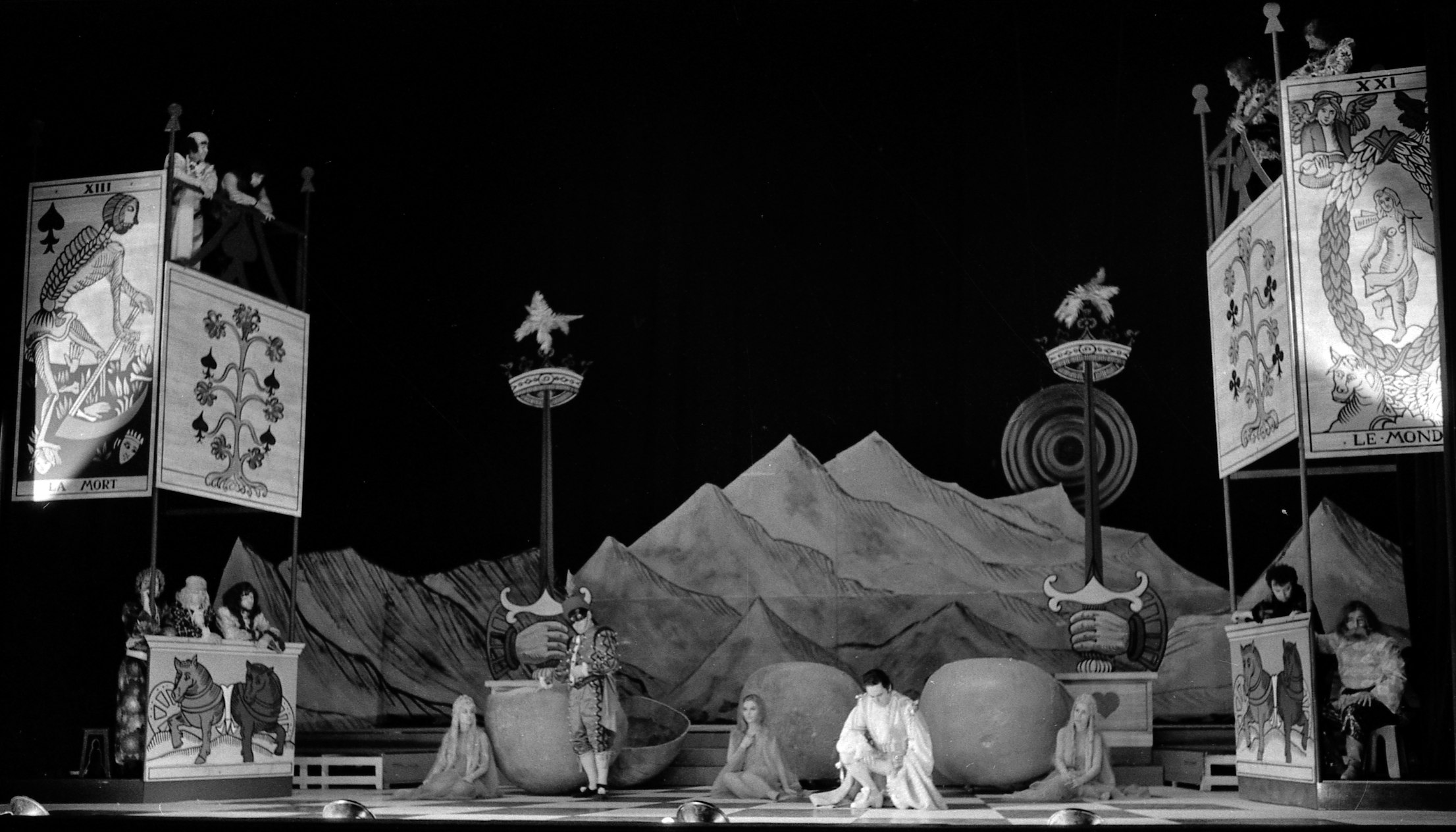

Critica inițială a premierei din Chicago a fost dură: "A lăsat pe mulți dintre cei mai buni dintre noi zăpăciți și nelămuriți" sau "Jazz rusesc cu garnitură de bolșevism".
Opera nu a mai fost jucată în Statele Unite până în 1949 când Opera din New York a readus-o la viață. Pusă pe scenă de Vladimir Rosing și dirijată de Laszlo Halasz, producția a avut un succes răsunător. Revista Life a lăudat opera. Lucrarea a fost interpretată într-un turneu al Operei din New York și a fost cerută de public timp de trei sezoane consecutive.

## Roluri
| Rol                                                | Tip de voce   |
| -------------------------------------------------- | ------------- |
| Regele de treflă, conducătorul unui regat imaginar | bas           |
| Prințul, fiul său                                  | tenor         |
| Prințesa, nepoata regelui                          | alto          |
| Leandro, primul ministru                           | bariton       |
| Truffaldino, bufonul curții                        | tenor         |
| Pantalone, vizierul regelui                        | baritone      |
| Tchelio, un magician                               | bas           |
| Fata Morgana, o vrăjitoare                         | soprană       |
| Prințesa Ninette, Portocala nr. 3                  | soprană       |
| Prințesa Linette, Portocala nr. 1                  | alto          |
| Prințesa Nicolette, Portocala nr. 2                | mezzo-soprană |
| Smeraldina, Servitoarea Fatei Morgana              | mezzo-soprană |
| Farfarello, un demon                               | bass          |
| Bucătăreasa, mare custode al celor trei portocale  | bass          |
| Maestrul de ceremonii                              | tenor         |

## Subiect

### Actul I
Regele de treflă și vizierul său Pantalone jelesc boala Prințului, cauzată de o indulgență în poezia tragică. Doctorii îl informă pe rege că ipohondria fiului său poate fi vindecată prin râs așa că Pantalone îl cheamă pe bufonul Truffaldino pentru a pregăti un specatcol grandios împreună cu primul ministru Leandro.
Magicianul Tchelio, care îl sprijină pe Rege, și vrăjitoarea Fata Morgana, care îi sprijină pe Leandro și Clarice (nepoata Regelui și iubita lui Leandro), joacă cărți pentru a vedea cine are succes. Tchelio pierde de trei ori la rând în fața Fatei Morgana.
Leandro și Clarice complotează pentru a-l ucide pe Prinț pentru ca Clarice să moștenească tronul. Suporterii Tragediei sunt încântați de aceste evenimente. Servitoarea Smeraldina dezvăluie că și ea se află în serviciul Fatei Morgana care îl va sprijini pe Leandro.

### Actul II
Toate eforturile de a-l face pe Prinț să râdă eșuează până când Fata Morgana cade după ce este lovită de Truffaldino și i se vede lenjeria intimă. Prințul râde, la fel și ceilalți cu excepția lui Leandro și Clarice. Fata Morgana îl blesteamă: de astăzi înainte el va fi obsedat de "dragostea celor trei portocale". Dintr-o odată Prințul și Truffaldino pornesc pentru a le găsi.

### Actul III
Tchelio îi spune prințului și lui Truffaldino unde sunt cele trei portocale dar îi avertizează că trebuie să aibă apă la dispoziție când se vor deschide portocalele. Îi dă lui Truffaldino o panglică magică cu care să o seducă pe uriașa (femeie) bucătăreasă (cu voce bas!) care păzește cele trei portocale în palatul vrăjitoarei Creonte.
Ei sunt zburați până la palat cu ajutorul vânturilor create de demonul Farfarello, care a fost chemat de Tchelio. Folosind panglica pentru a distrage Bucătăreasa, ei iau cele trei portocale și le duc în deșert.
În timp ce Prințul doarme, Truffaldino deschide două din cele trei portocale. Din acestea ies două prințese minunate dar care mor repede din cauza setei. Maniacii îi dau Prințului apă pentru a o salva pe a treia prințesă, Ninette. Prințul și Ninette se îndrăgostesc. Apare o trupă de soldați iar Prințul le ordonă să le îngroape pe cele două prințese moarte. El pleacă pentru a găsi haine pentru Ninette ca să poată să o ducă acasă pentru a se căsători cu ea dar, cât este plecat, Fata Morgana o transformă pe Ninette într-un șobolan uriaș iar Smeraldina este transformată în Ninette.

### Actul IV
Toți se întorc la palatul Regelui unde prințul este forțat să se căsătorească cu Smeraldina. Tchelio și Fata Morgana se întâlnesc, fiecare acuzându-l pe celălalt de înșelăciune dar Maniacii intervin și o iau pe vrăjitoare, lăsând calea liberă pentru Tchelio. El o transformă pe Ninette înapoi la forma umană. Complotiștii sunt condamnați la moarte dar Fata Morgana îi ajută să evadeze printr-o trapă iar operă se încheie cu toți omagiindu-l pe Prinț și pe mireasa sa.

## Aranjamente ale muzicii
Prokofiev a aranjat o suită orchestrală a muzicii din operă pentru a fi interpretată în sălile de concert (Op. 33bis). Suita durează între 15 și 20 de minute și este alcătuită din șase părți:
1. Maniacii
2. Magicianul Tchelio și Fata Morgana joacă cărți (Scena infernală)
3. Marș
4. Scherzo
5. Prințul și Prințesa
6. Zborul

Prokofiev a aranjat marșul și scherzo-ul pentru pian solo, publicat drept Op. 33ter.